# 日向野卓也
日向野 卓也（ひがの たくや、1991年10月15日 – ）は、日本の実業家。株式会社GeNEEの創業者および代表取締役であり、ITコンサルティング、システム開発、スマートフォンアプリの開発を行う事業に携わっている。

## 来歴
東京都中央区日本橋出身。
2010年、東京工業大学環境・社会理工学院に入学。同年、iOSアプリ開発とシステム開発に関連する個人事業を開始する。
2012年、大学在学中にカリフォルニア大学ロサンゼルス校（UCLA）に留学し、AIカレンダーベンチャーGenee（後にMicrosoftの関連会社となる）でシステム開発に携わる。
2014年4月、株式会社エヌ・ティ・ティ・データに入社。在職中に、2016年4月から慶應義塾大学大学院経営管理研究科・慶應義塾大学ビジネススクールに入学。また、2016年にはスタンフォード大学にも留学する。
2017年、個人事業を法人化し、株式会社GeNEEを設立。同年、ITデリバリーサービス「DeliEats」をリリースする。また、台湾国立大学（NTU）に留学。
2018年、東京工業大学環境・社会理工学院の博士課程に入学。
2022年、京都大学経営管理教育部（博士課程）に入学。

## 主な著書
- 『エンジニアが学ぶ在庫管理システムの知識と技術』（2023年）、翔泳社　ISBN 4798176931
- 『アプリ開発発注担当者必見！ 新規プロダクト事業を成功させる100の鉄則』（2024年）、ゴマブックス　ISBN 4814926278
- 『엔지니어가 알아야 할 재고관리시스템의 지식과 기술』（2024年）、ISBN 978-8931586268